# Église Saint-Georges de Richemont
Pour les articles homonymes, voir église Saint-Georges.
L’église Saint-Georges est l'église paroissiale du bourg de Richemont, commune de Cherves-Richemont, dans le département français de la Charente et le diocèse d’Angoulême. Elle est située dans site classé de Richemont et sa crypte est classée au titre des monuments historiques en 1907.

## Histoire
La première église Saint-Georges était la chapelle castrale de la forteresse de Richemont bâtie au XIe siècle sur l'éperon rocheux dominant la vallée de l'Antenne. L'ensemble a été détruit en 1178 par les troupes de Richard Cœur de Lion et il n'en reste que la crypte qui fait l’objet d’un classement au titre des monuments historiques depuis le 21 septembre 1907. L'église a été reconstruite au XIIe siècle comme église paroissiale dédiée à saint Georges.
Elle aurait été restaurée en 1770. En 1848 eut lieu un effondrement et seul le mur sud a pu être conservé. Le reste de l'église actuelle a été reconstruit en 1857 et 1858 selon des plans de Paul Deménieux, architecte à Cognac. Elle a été restaurée en 1999.

## Architecture
C'est une construction sobre en voûte à berceau plein-cintre avec cul-de-four et coupole sur pendentifs.
La crypte est une chapelle basse. Des colonnettes à chapiteau orné de motifs végétaux feuillage, palmette, entrelacs, supportent des voûtes d'arêtes en moellons. Les colonnettes, leurs bases et leur chapiteaux sont taillés dans un même bloc. Les sculptures ont été datées du XIe siècle et cette crypte constitue un des exemples des débuts de l'art roman en Charente.

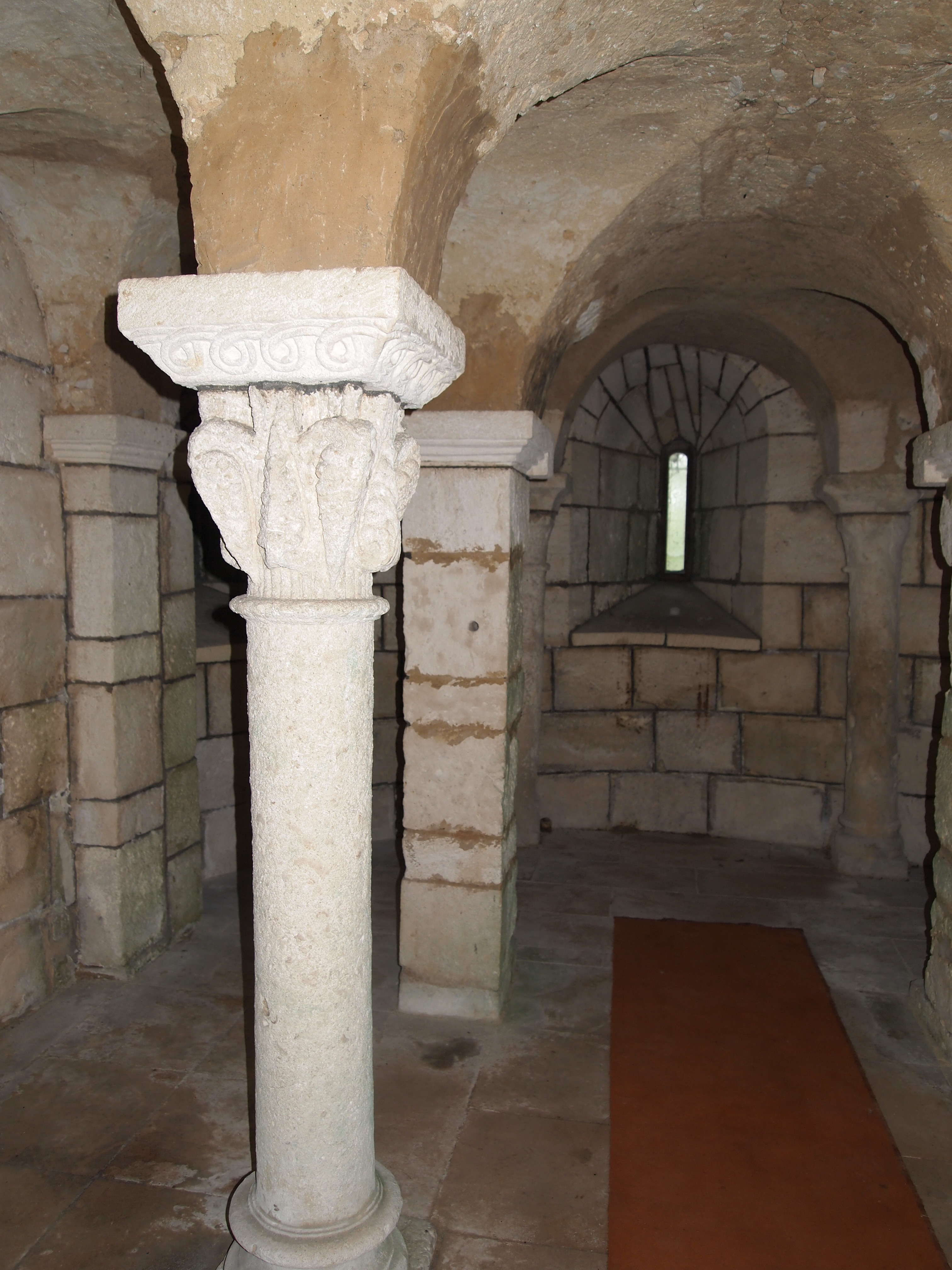
Crypte vue en y entrant
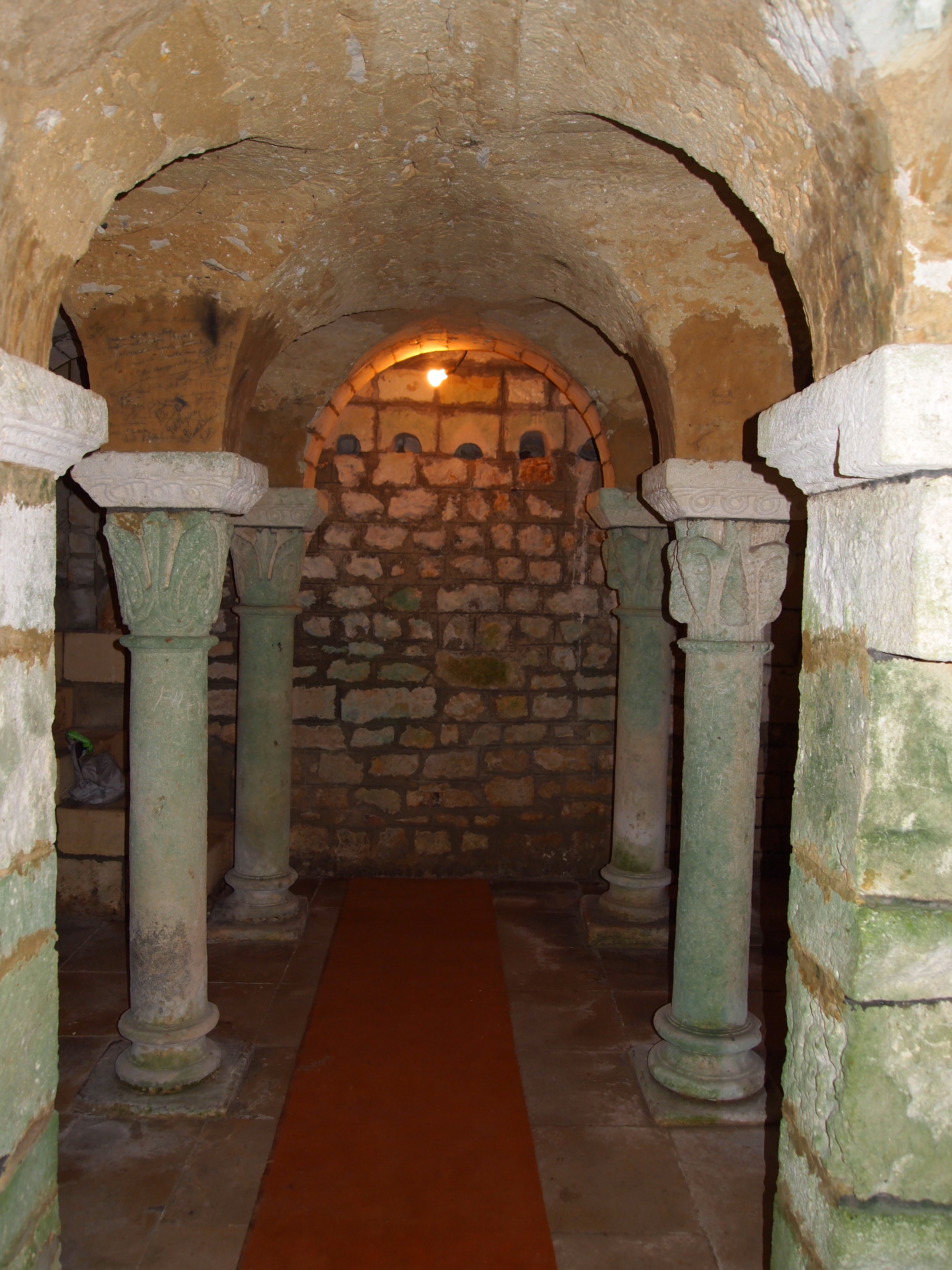
Crypte, escalier au fond à gauche

### Mobilier
Des fonts baptismaux en pierre calcaire sculptés de damier, feuillage, ornement à forme végétale sont datés du XIXe siècle, tout comme les peintures d'un chemin de croix et la verrière représentant saint Georges terrassant le dragon,. D'autres  fonts baptismaux sculptés d'une série de côtés biaisés seraient en partie du  XVIIe siècle.

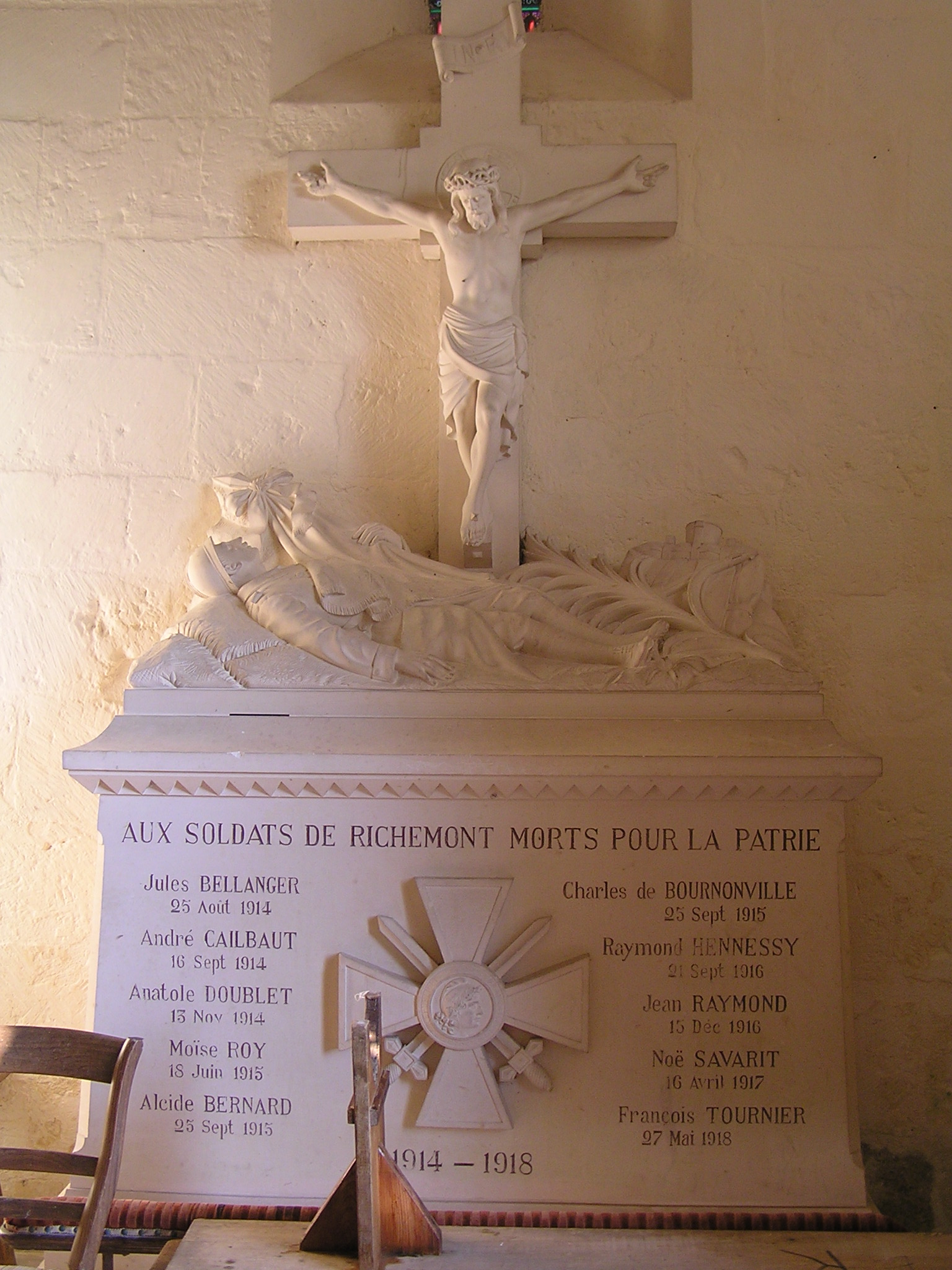
monument aux morts

Le monument aux morts de Richemont est dans l'église.